# Delia banksiana
Delia banksiana este o specie de muște din genul Delia, familia Anthomyiidae, descrisă de Griffiths în anul 1991.
Este endemică în Northwest Territories. Conform Catalogue of Life specia Delia banksiana nu are subspecii cunoscute.